# コーラス (ポピュラー音楽)
コーラス英: chorusは、合唱を意味する音楽用語である。英語圏では主にバッキング・ボーカル（英: backing vocal）と称され、担当する人物をバッキング・ボーカリスト（英: backing vocalist）と呼ぶ。ポピュラー音楽におけるコーラスとは、メイン・ヴォーカルに対比して用いられる言葉で、主旋律を歌う者に対して、その後ろで、補助的に歌を歌う、または、ハミング等で唱和することを言う。そのようなコーラスを担当する人物を称してコーラスと呼ぶことも多い。

## 世界のコーラス
欧米のコーラスのルーツには教会音楽があり、それがのちにアカペラ、ゴスペル、ドゥーワップ、ソウルなどの音楽へと発展していった。ローリング・ストーンズの「ウイ・ラヴ・ユー」では、クレジットされていないシークレット・コーラスとして、ジョン・レノンとポール・マッカートニーが参加している。
また、ア・カペラのように、コーラス（合唱ないし重唱）を主体とする場合もあり、そのような場合には、メイン・ヴォーカルとバックグラウンド・ヴォーカルとを区別せずに、コーラスと呼ぶこともある。また、そのようなコーラスをするグループを、コーラス・グループやクワイア（本来は聖歌隊の意）という。

## 日本のコーラス
1960年代前半からデュークエイセスらが活躍し、60年代後半にはザ・タイガースらのグループサウンズが、コーラスを多用した。従って、1970年代末まで、コーラスを積極的に用いる例はあまりなかったとする意見は完全な誤りである。
日本では、1970年代に赤い鳥（のち、コーラスグループのハイ・ファイ・セットとデュオの紙ふうせんに分裂）、チューリップ、オフコースなど、コーラスを重視するグループが多く存在した。しかし、ソロ歌手の録音では、スタジオ・ミュージシャンやバックバンドとしてのコーラスが不足していた。この時期には、ハイ・ファイ・セット、吉田美奈子、シンガーズスリー、タイムファイヴ、伊集加代子らが活躍した。コーラスを専門に行う主要なスタジオ・ミュージシャンである山川恵津子、比山清木戸やすひろ（泰弘）の混声コーラスは音楽界でのみ話題となった。
1980年12月に山下達郎は『ON THE STREET CORNER』をリリースした。これは、基本的に山下1人（吉田美奈子も1曲に参加）による、ア・カペラ・アルバムで、それまで、コンサートのために録りためていた作品をまとめたものであった。1980年には、二度とこのようなアルバムを制作することなどかなわない（レコード会社が認めてくれない）と、本人の希望で急遽制作された。1970年代から、自分の作品（レコード）に多重録音によって自分の声をのせるということはなされていた。しかし、フォークはサウンドが弱かったしかし、1980年以降は、状況は大きく変わり、自分自身による多重録音によるコーラスは、当然のものとなっていった。そのようなアーティストとしては、EPOなど、枚挙に暇がない。アイドルとアーティストの差別化の一環として、作詞や作曲以外にもコーラスが重視される傾向にもある。バンド形式のアーティストの場合、先の場合のほか、他の担当（ギター、ベースなど）が兼任する場合も多い。
1990年代を迎え、ビーイングの女性アーティストが、今日のJ-POPのような、多重コーラスも楽器の一環として扱うサウンド・メイキングにいち早く取り組んだ。1090年代中盤より、大黒摩季や宇徳敬子といった女性シンガーソングライターがコーラス・アレンジも自ら手がけ、なおかつ自身の声を多重録音する手法を用いた。